# Milenio Televisión
Milenio Televisión es un canal de televisión abierta mexicano que transmite noticias. Pertenece a Grupo Firmas Globales. Es el canal hermano del periódico del mismo nombre y de la cadena de radio homónima. Su programación se basa en espacios informativos, debates y análisis.

## Historia
El canal fue lanzado al aire el 20 de octubre de 2008, y se trató del primer servicio televisivo de información hecho en México, después de las desapariciones de ECO, propiedad de Televisa en 2001, y CNI Canal 40 en 2005. En su creación, Milenio contrató a algunos de los periodistas más importantes de CNI, como Ciro Gómez Leyva, Carlos Puig o Rafael Ocampo.
En un principio, el canal apostó por transmitir en señal restringida y a través de internet, debido a las restricciones existentes para crear cadenas de televisión abierta a nivel nacional.
En su momento, se trataba de la única señal noticiosa que competía con la programación exclusiva para territorio mexicano hecha por el canal estadounidense CNN en Español. Posteriormente aparecerían otras señales informativas de ámbito nacional como N+ Foro de Televisa, Excélsior TV de Grupo Imagen, y ADN 40 de TV Azteca.
El 1 de noviembre de 2009, Milenio Televisión comenzó a transmitirse en televisión abierta a través del Canal 64 (38 digital) de Sabinas Hidalgo, Nuevo León, que daba servicio a la Zona metropolitana de Monterrey, las emisiones de la señal concluyeron a finales de 2011.
El 30 de agosto de 2012, iniciaron las transmisiones del canal en alta definición a través de la señal 12.2 perteneciente a la estación XHAW-TDT en Monterrey. El 24 de septiembre de 2015 se realizó el apagón analógico en la región y el canal pasó a transmitirse en el canal 12.2 de la estación XHSAW-TDT, finalmente, a finales de 2016, se trasladó al canal 13.2 por disposición del Instituto Federal de Telecomunicaciones (IFT), posteriormente, debido a la migración de Multimedios de canal 12 a canal 6, XHSAW-TDT se trasladó a canal 12, por lo que Milenio Televisión retorno al canal 12.2.
En diciembre de 2012, iniciaron las emisiones en televisión abierta en Ciudad Juárez a través del canal 44.4 perteneciente a la estación XHIJ-TDT. Las transmisiones finalizaron el 1 de julio de 2017 siendo sustituido por el canal World TV. En la misma fecha, Milenio Televisión comenzó a transmitir su señal en Mexicali a mediante la señal 66.4 XHILA-TDT.
Entre mayo y junio de 2016, la señal abierta de Milenio Televisión aumentó al recibir autorización por parte del IFT para ser transmitido como parte de la multiprogramación del canal principal en las ciudades de: Torreón, León, Nuevo Laredo, Ciudad Victoria, Tampico y Matamoros.
Como resultado de la licitación IFT-6, Multimedios ganó frecuencias en la Ciudad de México, Guadalajara, Durango, Ciudad Juárez, Monclova y Puebla, Milenio Televisión está disponible en las estaciones de esas ciudades.

## Programación
La programación del canal se basa en espacios de información noticiosa, deportiva, económica, cultura, clima, entretenimiento, programas de debate y espacios de análisis.
Durante la mañana, la programación se realiza desde Monterrey y se basa en noticieros transmitidos de manera continua ya sea en ediciones de una o dos horas, en los cuales se aborda información general, política, sucesos, economía, deportes, cultura, espectáculos y pronósticos del clima. A partir de las 7:00 p. m., la programación se transmite desde la Ciudad de México, los programas informativos pasan a tener una duración de 30 o 45 minutos, mientras que posteriormente son complementados con espacios de análisis, debate o crítica de los sucesos del día.
Entre 2008 y 2016, los espacios informativos diurnos tenían media hora de duración y se combinaban con repeticiones de los programas especializados del día anterior, sin embargo, el 5 de septiembre de 2016, la programación cambió para darle más fuerza a los programas de noticias del día que pasaron a ser transmitidos en ediciones de una o dos horas.
Los espacios del canal se nutren de los colaboradores con los que ya cuenta el periódico, por lo que entre los presentadores destacados se encuentran Carlos Marín, Carlos Puig, Jairo Calixto, Álvaro Cueva, Rafael Ocampo, Bárbara Anderson o Susana Moscatel. Además cuenta con la colaboración del ex presidente de México, Vicente Fox.

## Críticas
El canal ha recibido críticas por una supuesta parcialidad informativa en favor de los partidos gobernantes, desde sus inicios durante el sexenio de Felipe Calderón Hinojosa.
Durante las elecciones de 2012, Milenio Televisión realizó encuestas diarias sobre las preferencias electorales en asociación con la consultora GEA-ISA. Los sondeos de opinión mostraban tendencias favorables al entonces candidato del PRI, Enrique Peña Nieto, en algunas ocasiones las ventajas del priísta sobre su más cercano perseguidor, Andrés Manuel López Obrador llegaron a alcanzar los 30 puntos porcentuales, para bajar a 18 % de ventaja en su último día de publicación. Finalmente, el 3 de julio de ese año, la cadena tuvo que pedir disculpas a su audiencia en su noticiero estelar, pues los resultados oficiales únicamente mostraron una diferencia del 6.4 % entre Peña Nieto y López Obrador.
En el mismo periodo electoral, los partidos de izquierda PRD, PT y Movimiento Ciudadano, junto con organizaciones civiles como el Movimiento #YoSoy132 acusaron a Milenio Televisión de formar parte de una red de medios de comunicación, creada con el objetivo de favorecer la victoria de Enrique Peña Nieto. Incluso, simpatizantes de la coalición de izquierdas agredieron a Carlos Marín, director editorial del Grupo.
Posterior a la toma del poder poder parte de Enrique Peña Nieto, el canal de televisión se ha visto implicado en acusaciones de censura hacia reportajes críticos con el gobierno federal, lo que ha provocado la salida de colaboradores del grupo comunicativo.

## Retransmisión por televisión abierta

### Estaciones de Multimedios
La señal no tiene canal virtual reservado y asignado. Al ser el segundo canal multiprogramado de las estaciones de Canal 6 de Multimedios Televisión, cuyo canal virtual asignado es el 6.1, se utiliza como canal virtual el 6.2.
| Distintivo   | Canal digital | Poblaciones obligatorias a servir          |
| ------------ | ------------- | ------------------------------------------ |
| XHMTCH-TDT   | 28            | Ciudad Juárez, Chihuahua.                  |
| XHTDMX-TDT   | 27            | Ciudad de México.                          |
| XHMTCO-TDT** | 33            | Monclova, Coahuila.                        |
| XHOAH-TDT    | 23            | Torreón, Coahuila.                         |
| XHMTDU-TDT** | 29            | Durango, Durango.                          |
| XHLGG-TDT    | 31            | León, Guanajuato.                          |
| XHTDJA-TDT   | 34            | Guadalajara, Jalisco.                      |
| XHAW-TDT     | 25            | Monterrey, Nuevo León. Saltillo, Coahuila. |
| XHMTPU-TDT   | 15            | Puebla, Puebla.                            |
| XHVTU-TDT    | 25            | Ciudad Victoria, Tamaulipas.               |
| XHVTV-TDT    | 15            | Matamoros y Reynosa, Tamaulipas.           |
| XHNAT-TDT    | 32            | Nuevo Laredo, Tamaulipas.                  |
| XHTAO-TDT    | 14            | Tampico, Tamaulipas.                       |

** En etapa de instalación/prueba.

### Otras estaciones
| Distintivo            | Canal digital | Canal virtual | Población                          | Concesionaria/Licenciataria                       | Notas |
| --------------------- | ------------- | ------------- | ---------------------------------- | ------------------------------------------------- | --- |
| XHDTV-TDT             | 21            | 49.1          | Tecate, Baja California.           | Televisora Alco, S. de R.L. de C.V                | Afiliada a Milenio Televisión desde septiembre de 2018 tras perder su afiliación con MyTV. Es la única estación en el país en donde es transmitido en resolución de 1080i.                      |
| XHILA-TDT             | 20            | 66.3          | Mexicali, Baja California, México. | Intermedia y Asociados Mexicali, S.A. de C.V.     | Estación propiedad de la familia Cabada de la O (Grupo Intermedia). Le otorgaron a Multimedios el acceso a la multiprogramación/subcanal para retransmitir Milenio Televisión.                  |
| XHNTV-TDT             | 26            | 6.2           | Tepic, Nayarit.                    | Radio-Televisión Digital de Nayarit, S.A. de C.V. | Estación propiedad de Radio-Televisión Digital de Nayarit, S.A. de C.V., Retransmite Canal 6 y Milenio Televisión por multiprogramación.                                                        |
| K26KJ-D (hoy K27OJ-D) | 26            | 25.2          | El Paso, Texas, Estados Unidos.    | BGM License, LLC.                                 | Al entrar en operación la estación XHMTCH-TDT en Ciudad Juárez, Chihuahua en febrero de 2019, K26KJ-D eliminó sus subcanales, uno de los cuales era Milenio Televisión.                         |
| No aplica             | 47            | 5.1           | Costa Rica.                        | Fundación Internacional de las Américas           | Multimedios retransmite en Costa Rica la señal de Milenio desde 2020 en la televisión abierta. Se transmite bajo el estándar ISDB-T, al ser el estándar de transmisión oficial para Costa Rica. |